# Eurocentrism
Eurocentrismul (sau Vest-centrismul) este o viziune a lumii centrată pe civilizația Occidentală. Domeniul exact de definiție variază, făcând referință, în dependență de caz, la întreaga lume Occidentală, sau numai la Europa sau uneori, numai la Europa de Vest (mai ales în timpul Războiului Rece). În context istoric, se poate referi și la atitudinile apologetice față de colonialismul European precum și la alte forme de imperialism.

## Max Weber
Max Weber (1864-1920) a fost considerat cel mai aprins susținător al Eurocentrismului și el a sugerat că capitalismul este specialitatea Europei, iar țările orientale precum India și China nu conțin factori suficienți pentru dezvoltarea capitalismului. Weber a scris multe tratate pentru a face cunoscută caracterul distinctiv al Europei. În Etica protestantă și spiritul capitalismului, el a scris că capitalismul "rațional" manifestat de întreprinderile și mecanismele sale apar doar în țările occidentale protestante, iar o serie de fenomene culturale generalizate și universale apar doar în vest. Chiar și statul, cu o constituție scrisă și un guvern organizat de administratori instruiți și constrânși de legea rațională, apar doar în vest, chiar dacă alte regimuri pot cuprinde și state. Rationalitatea este un termen cu mai multe straturi ale cărui conotații sunt dezvoltate și escaladate ca și în cazul progresului social. Weber considera raționalitatea drept un articol de proprietate pentru societatea capitalistă occidentală.

## Andre Gunder Frank
Andre Gunder Frank a criticat aspru Eurocentrismul. El credea că majoritatea cercetătorilor erau descendenții științelor sociale și ai istoriei ghidat de eurocentrism. El a criticat unii savanți occidentali pentru ideile lor potrivit cărora zonele non-vestic nu au o contribuție remarcabilă în istorie, economie, ideologie, politică și cultură comparativ cu Occidentul. Acești oameni de știință credeau că aceeași contribuție făcută de vest îi dă occidentului un avantaj al impulsului endo-genetic care este împins spre restul lumii, dar Frank credea că țările orientale au contribuit și ele la civilizația umană în propriile lor perspective.

## Eurocentrismul în America
Succesul occidental este relativ recent, iar civilizațiile din diferite părți ale lumii, altele decât Europa, au contribuit semnificativ la diversele culturi ale lumii, inclusiv la cele ale Statelor Unite.